# Gongbi

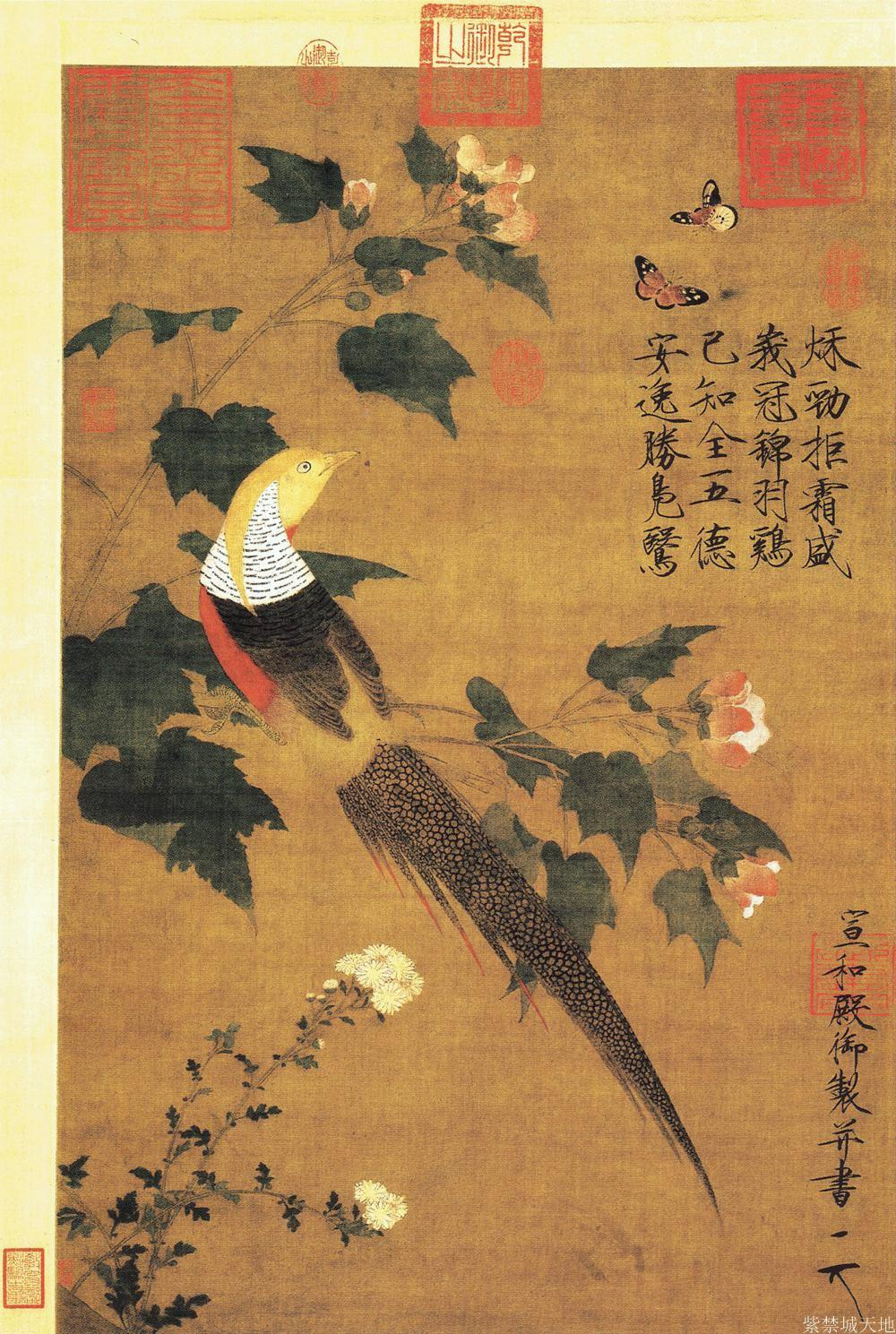
Goudfazant met katoenrozen en vlinders
Keizer Song Huizong (11e eeuw)

Gongbi (vereenvoudigd Chinees: 工笔; traditioneel Chinees: 工筆) is een traditionele techniek in de Chinese schilderkunst voor het maken van realistische afbeeldingen. Gongbi is Chinees voor 'gedetailleerde penseelstreken'. De kleinste details worden met grote precisie aangebracht en kleurvlakken meestal begrensd door fijne donkere lijnen. Deze techniek laat minder ruimte voor een expressieve stijl dan bij schilderen in gewassen inkt. Een gongbi-schilderij is vaak uitbundig gekleurd en werd vooral gebruikt voor vogel- en bloemschilderingen en portretten.

## Geschiedenis
De gongbi-techniek heeft haar oorsprong in de Han-periode (206 v.Chr.–220 na Chr.). De politieke stabiliteit van de Han-dynastie liet ruimte voor de ontwikkeling van nieuwe kunststromingen. Gongbi-schilderingen kenden hun grootste bloeiperiodes tijdens de Tang-dynastie (618–907) en Song-dynastie (960–1279). Ze waren populair bij de keizerlijke families en veel literati specialiseerden zich in de techniek om hoge ambtelijke posten te kunnen krijgen.

## Gerenommeerdegongbi-schilders
- Yan Liben (ca. 600-673)
- Zhang Xuan (713-755)
- Zhou Fang (ca. 730-800)
- Huang Quan (ca. 900–965)
- Gu Hongzhong (937-975)
- Keizer Song Huizong (1082-1135)
- Tang Yin (1470-1524)
- Qiu Ying (1494-1552)
- Chen Hongshou (1598-1652)